# Est (circumscripció de la Cambra de Diputats de Luxemburg)

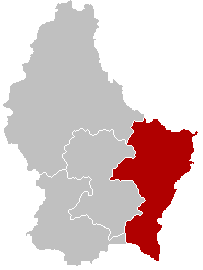
Circumscripció Est dins de Luxemburg.

La circumscripció Est és una circumscripció electoral per la legislatura nacional de Luxemburg, la Cambra de Diputats.
Inclou els cantons d'Echternach, Grevenmacher i Remich, que conformen el Districte de Grevenmacher. L'any 2005, el Centre tenia una població calculada de 53.842, o un 12% de la població total de Luxemburg.
Al Centre actualment s'elegeixen 7 diputats, el menor nombre de les circumscripcions luxemburgueses. Segons el sistema electoral de Luxembrug, el qual és una forma del sistema Hagenbach-Bischoff, que significa que cada votant pot votar fins a 7 candidats diferents. El vot a Luxemburg és obligatori. Aquests dos factors junts provoquen que hi hagi, de lluny, més vots dipositats que membres de l'electorat.

## Eleccions de 2009
Resum de les eleccions del 7 de juny de 2009 de la circumscripció Est en les Eleccions legislatives luxemburgueses de 2009 a la Cambra de Diputats de Luxemburg
| Partit                              | Partit                                      | Vots    | %     | Escons |
| ----------------------------------- | ------------------------------------------- | ------- | ----- | ------ |
|                                     | Partit Popular Social Cristià               | 72.030  | 41,47 | 4      |
|                                     | Partit Socialista dels Treballadors         | 28.183  | 16,23 | 1      |
|                                     | Partit Democràtic                           | 26.791  | 15,42 | 1      |
|                                     | Els Verds                                   | 24.577  | 14,15 | 1      |
|                                     | Partit Reformista d'Alternativa Democràtica | 16.510  | 9,51  | -      |
|                                     | L'Esquerra                                  | 3.911   | 2,25  | -      |
|                                     | Partit Comunista                            | 1.685   | 0,97  | -      |
| Total                               | Total                                       | 173.687 |       | 7      |
| Font: Centre Informatique de l'État |                                             |         |       |        |

## Eleccions de 2004

### Resum dels resultats
Resum de les eleccions del 13 de juny de 2004 de la circumscripció Est en les Eleccions legislatives luxemburgueses de 2004 a la Cambra de Diputats de Luxemburg
| Partit                              | Partit                                                             | Vots    | %    | Escons |
| ----------------------------------- | ------------------------------------------------------------------ | ------- | ---- | ------ |
|                                     | Partit Popular Social Cristià                                      | 64,386  | 38.6 | 3      |
|                                     | Partit Democràtic                                                  | 31,799  | 19.1 | 1      |
|                                     | Partit Socialista dels Treballadors                                | 27,535  | 16.5 | 1      |
|                                     | Comitè d'Acció per a la Justícia i la Democràcia dels Pensionistes | 20,593  | 12.3 | 1      |
|                                     | Els Verds                                                          | 20,191  | 12.1 | 1      |
|                                     | L'Esquerra                                                         | 2,179   | 1.3  | -      |
| Total                               | Total                                                              | 166,683 |      | 7      |
| Font: Centre Informatique de l'État |                                                                    |         |      |        |

### Diputats escollits

#### Comitè d'Acció per a la Justícia i la Democràcia dels Pensionistes
- Robert Mehlen

#### Partit Popular Social Cristià
- Fernand Boden
- Lucien Clement
- Octavie Modert

#### Partit Democràtic
- Carlo Wagner

#### Partit Socialista dels Treballadors
- Jos Scheuer

#### Els Verds
- Henri Kox

## Eleccions de 1999

### Resum dels resultats
Resum de les eleccions del 13 de juny de 1999 de la circumscripció Est en les Eleccions legislatives luxemburgueses de 1999 a la Cambra de Diputats de Luxemburg
| Partit                              | Partit                                      | Vots    | %    | Escons |
| ----------------------------------- | ------------------------------------------- | ------- | ---- | ------ |
|                                     | Partit Popular Social Cristià               | 48.767  | 32,4 | 3      |
|                                     | Partit Democràtic                           | 36.935  | 24,6 | 2      |
|                                     | Partit Socialista dels Treballadors         | 27.037  | 18,0 | 1      |
|                                     | Partit Reformista d'Alternativa Democràtica | 20.403  | 13,6 | 1      |
|                                     | Els Verds                                   | 13.007  | 8,6  | -      |
|                                     | L'Esquerra                                  | 2.458   | 1,6  | -      |
|                                     | Aliança Verda i Liberal                     | 1.680   | 1,1  | -      |
| Total                               | Total                                       | 150.287 |      | 7      |
| Font: Centre Informatique de l'État |                                             |         |      |        |

### Diputats escollits

#### Comitè d'Acció per a la Justícia i la Democràcia dels Pensionistes
- Robert Mehlen

#### Partit Popular Social Cristià
- Fernand Boden
- Lucien Clement
- Marie-Josée Frank

#### Partit Democràtic
- Maggy Nagel
- Carlo Wagner

#### Partit Socialista dels Treballadors
- Jos Scheuer